# Odontodrassus mundulus
Odontodrassus mundulus är en spindelart som först beskrevs av O. Pickard-Cambridge 1872.  Odontodrassus mundulus ingår i släktet Odontodrassus och familjen plattbuksspindlar. Inga underarter finns listade i Catalogue of Life.